# Zoom (software)
Zoom Workplace (comunemente noto e stilizzato come Zoom) è un software proprietario per la videotelefonia sviluppato da Zoom Video Communications. Il piano gratuito consente la connessione di 100 partecipanti contemporanei, con un limite di tempo di 40 minuti. Gli utenti hanno la possibilità di effettuare un upgrade iscrivendosi ad un piano a pagamento, il maggiore dei quali supporta fino a 1000 partecipanti simultanei per riunioni dalla durata massima di 30 ore.

## Sviluppo
Una versione beta di Zoom con la capacità di ospitare videoconferenze da un massimo di soli 15 partecipanti è stata lanciata il 21 agosto 2012. Il 25 gennaio 2013 è stata pubblicata la versione 1.0 del programma che aumentava il numero a 25. Alla fine del suo primo mese sul mercato Zoom aveva accumulato 400,000 utenti, nel 2013 più di un milione. Dopo l'inizio della pandemia di COVID-19, nel febbraio 2020, Zoom aveva guadagnato 2.22 milioni di utenti, un numero maggiore a quanti ne aveva accumulati nella totalità dell'anno precedente. Al marzo del 2020 l'app Zoom era stata installata 2.13 milioni di volte.
L'aumento rilevante dell'utilizzo di Zoom nella pandemia è stato dovuto al lavoro agile, alla didattica a distanza, e alle relazioni sociali online. Con oltre 500 milioni di download, Zoom è stata una delle app per dispositivi mobili più scaricate nel 2020.
Nell'aprile dello stesso anno Zoom aveva più di 300 milioni partecipanti giornalieri (calcolato come il numero di volte qualcuno si unisca a una conferenza, che può accadere molteplici volte al giorno).

## Caratteristiche

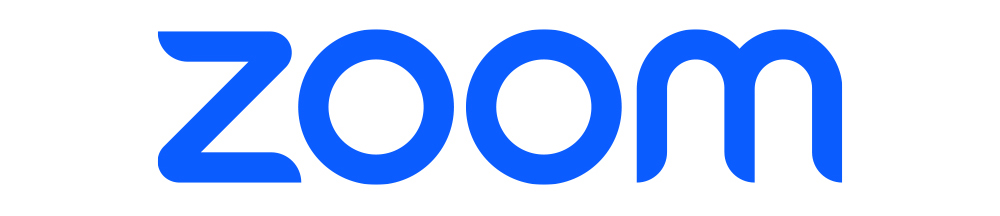
Logo di Zoom (2022)

Zoom è dotato di sei piani d'abbonamento: Basic, Pro, Business, Business Plus, Enterprise, e Enterprise Plus. Zoom è compatibile con Windows, macOS, iOS, Android, ChromeOS e Linux. È da notare per un'interfaccia e una fruibilità intuitive, a dispetto delle competenze digitali. Tra le caratteristiche figurano gli incontri one-on-one, le video conferenze di gruppo, la condivisione schermo, i plugin, le estensioni browser, e la possibilità di registrare le conferenze e averle automaticamente trascritte. Su alcuni computer e sistemi operativi gli utenti possono inoltre selezionare uno sfondo virtuale.

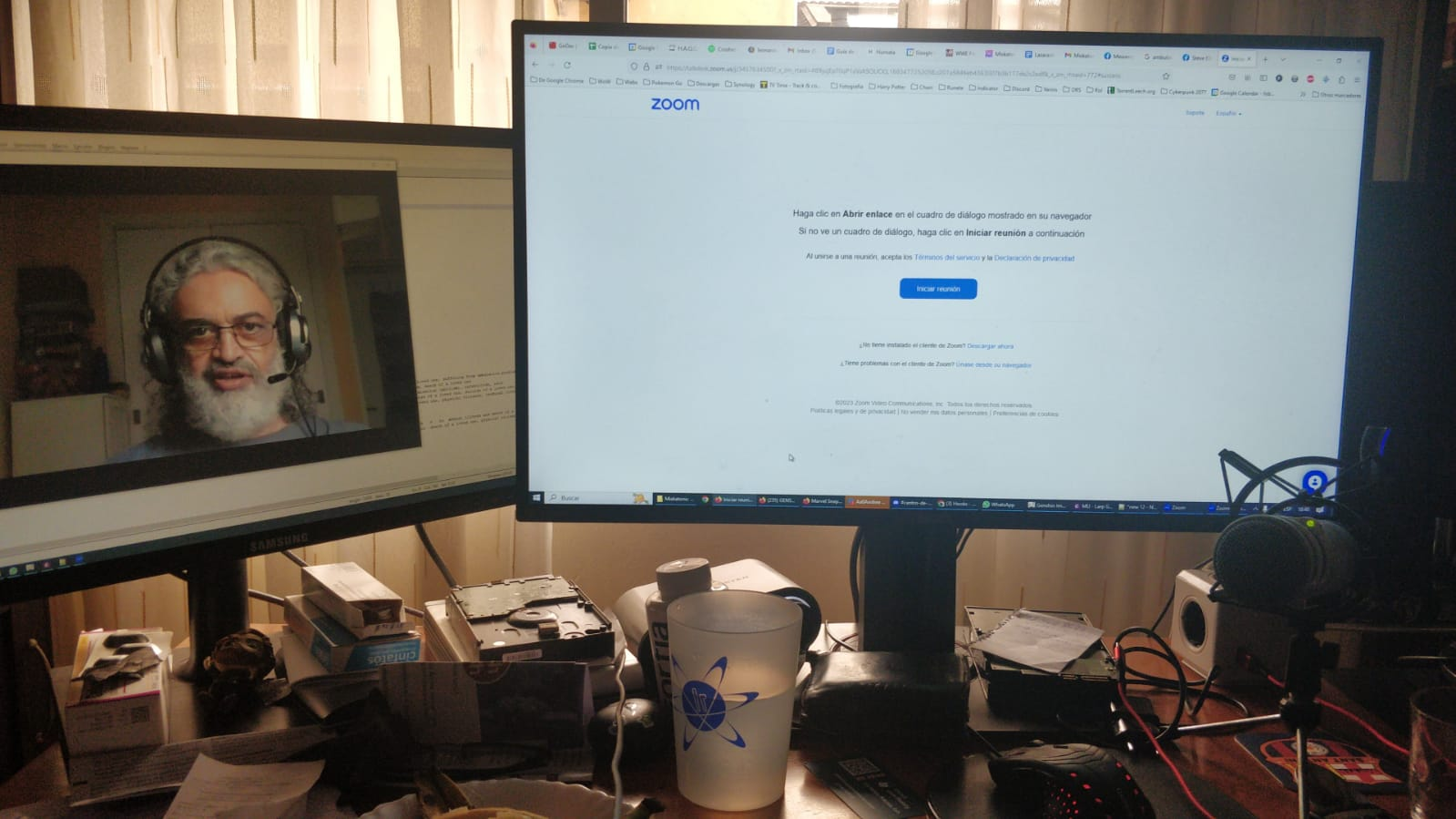
A destra, schermata iniziale dell'app Zoom; A sinistra, la stessa applicazione in uso.